# Nkonya
El nkonya és una llengua guang septentrional que parlen els nkonyes a la regió Volta de Ghana. Hi ha entre 28.000 i 36.000 nkonyes. El seu codi ISO 639-3 és nko i el seu codi al glottolog és nkon1245.

## Família lingüística
Segons l'ethnologue, el nkonya forma part del subgrup de llengües guangs septentrionals, que formen part de la família de les llengües kwa, que són llengües Benué-Congo. Les llengües guangs septentrional són el chumburung, el dompo, el dwang, el foodo, el gikyode, el ginyanga, el gonja, el kplang, el krache, el nawuri, el nchumbulu, el nkami, el foodo i el tchumbuli.

## Situació territorial i pobles veïns
El territori nkonya està situat al nord d'Ahenkro, a l'est del llac Volta al centre de la regió Volta a Ghana. Està situat al districte de Yasikan.
Segons el mapa lingüístic de Ghana a l'oest del territori nkonya hi ha el llac Volta. Aquest limita amb el territori dels tuwulis i els àkans al nord; amb el territori dels siwus i dels sekpeles a l'est i amb el territoris dels ewes al sud. Pocs quilòmetres a l'est hi ha la frontera amb Togo.
Ntsumuru, Ntumada i Wurupong són els pobles principals dels nkonyes.

## Sociolingüística, estatus i ús de la llengua
El nkonya és una llengua desenvolupada (EGIDS 5): És utilitzada per persones de totes les edats i generacions tant a la llar com en l'entorn social i està estandarditzada i té literatura, tot i que la seva situació no és totalment sostenible. Un 1% dels que tenen el nkonya com a llengua materna hi estan alfabetitzats. Entre el 5 i el 15% dels que hi estan alfabetitzats la utilitzen com a segona llengua. S'escriu en alfabet llatí. Els nkonyes també parlen l'àkan i l'ewe.
Els nkonyes tenen actituds positives envers la seva llengua sobretot per raons d'identificació ètnica.